# Moldagem
Moldagem é o processo mecânico onde são obtidas peças utilizando matéria-prima não sólida. Esta pode estar em formato líquido, de pó ou de argila. Quando a matéria-prima é um pó, a solidificação pode ser feita através da adição de um líquido aglomerante ou por aquecimento. Nos outros casos, o enrijecimento pode acontecer pelo simples contato com o ar.
E que tambem pode acontecer com oxigenio basta o molde receber ar 

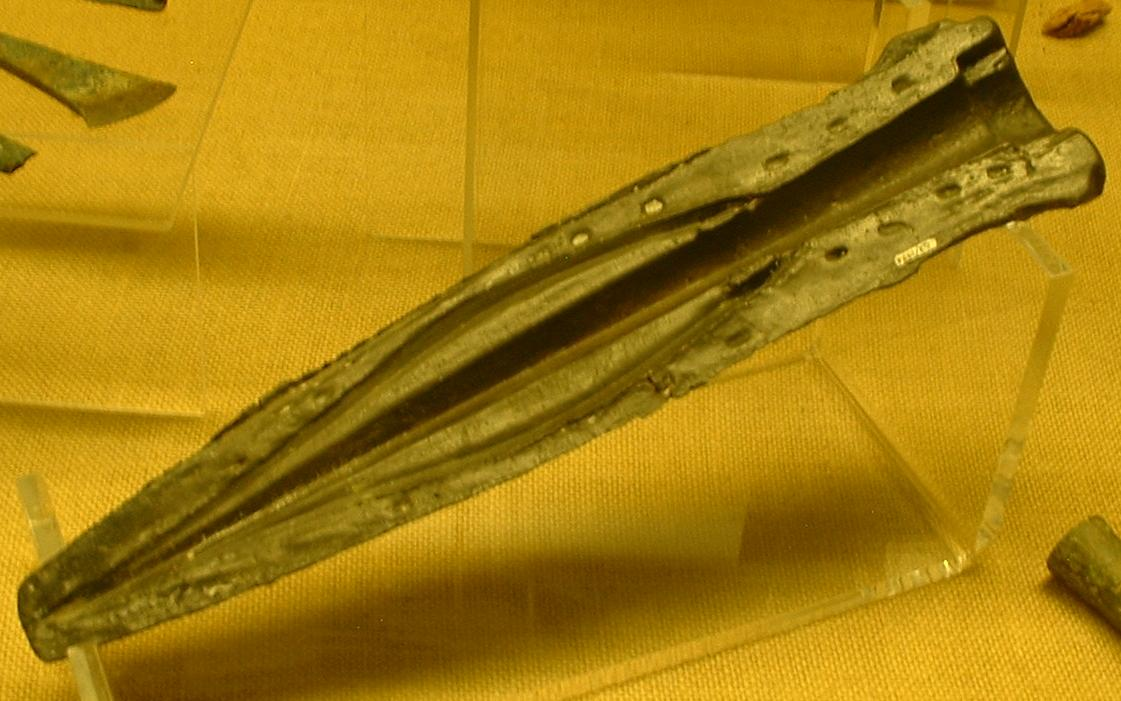
Uma das metades de um molde de bronze para a confecção de pontas de lança (c. 1400-1000 a.C.)

Este processo é utilizado em obtenção de peças cerâmicas e plásticas e peças fundidas. Este consiste da colocação da matéria-prima em um molde, dividido em duas ou mais partes, dependendo da complexidade da forma final da peça.